# Xã Magor, Quận Hancock, Iowa
Xã Magor (tiếng Anh: Magor Township) là một xã thuộc quận Hancock, tiểu bang Iowa, Hoa Kỳ. Năm 2010, dân số của xã này là 378 người.